# 茵萊湖
茵萊湖或因莱湖（[ʔɪ́ɰ̃lé kàɰ̃]）是一個缅甸掸邦娘瑞的淡水湖泊，位於掸邦高原之上。面積116平方公里，為緬甸第二大湖泊。

## 外部連結
- Inle lake tourism （页面存档备份，存于）